# 圖廷 (塞爾維亞)
圖廷是塞爾維亞的城鎮，由拉什卡州負責管轄，位於該國西南部，面積780平方公里，每年平均降雨量867毫米，2011年人口9,953，其中九成居民是波斯尼亞人。

## 外部連結
- Official site Tutin